# Nguyễn Văn Bon
Nguyễn Văn Bôn (sinh 1941) là đại biểu Quốc hội Việt Nam khóa X. Ông thuộc đoàn đại biểu Bến Tre.
Tên thường gọi: Nguyễn Văn Bon (Nguyễn Thanh Phương)
Ngày sinh: 20/1/1941
Giới tính: Nam
Dân tộc: Kinh
Tôn giáo: Không
Quê quán: Xã Phú Hưng, thị xã Bến Tre, Bến Tre
Trình độ chuyên môn: Đại học Sư phạm
Nghề nghiệp, chức vụ: Tỉnh uỷ viên, Giám đốc Sở Giáo dục và Đào tạo tỉnh Bến Tre, Uỷ viên Uỷ ban văn hoá, giáo dục, thanh niên, thiếu niên và nhi đồng của Quốc hội
Nơi làm việc: Sở Giáo dục và Đào tạo tỉnh Bến Tre
Nơi ứng cử: Bến Tre
Đại biểu Quốc hội khoá: X
Đại biểu chuyên trách: Không
Đại biểu Hội đồng Nhân dân: Không